# 張東晴
張東晴（1984年2月25日—），臺灣女演員。曾在《歸·娘家》中飾演越南新娘令不少觀眾印象深刻。

## 電影
| 年份   | 片名                 |
| ------ | -------------------- |
| 2008年 | 《實習大明星》       |
| 2012年 | 《愛很爛》(港)       |
| 2013年 | 《我不窮我只是沒錢》 |
| 2014年 | 《相愛的七種設計》   |
| 2016年 | 《他媽²的藏寶圖》    |
| 2018年 | 《阿麗芙》           |
| 2018年 | 《學長》             |
| 2019年 | 《看著我(VR)》       |
| 2022年 | 《青春弒戀》         |

## 影視作品
| 年份   | 頻道             | 劇名                 | 角色       |
| 2015年 | 中視             | 《謊言遊戲》         |            |
| 2015年 | 龍華偶像台       | 《鋼鐵之心》         |            |
| 2015年 | 東森綜合台       | 《我的30定律》       | 張靜芳     |
| 2016年 | 大愛電視台       | 《歸·娘家》          | 阮金       |
| 2016年 | 台視             | 《700歲旅程》        | 年輕莎薇卡 |
| 2016年 | 八大電視台       | 《命運交叉路》       | 余蓓莉     |
| 2016年 | 緯來綜合台       | 《霹靂電娃》         | 夏盈萱     |
| 2016年 | 愛奇藝           | 《深夜食堂》         |            |
| 2017年 | 民視             | 《機密訊號》         | 李娟       |
| 2018年 | 三立台灣台       | 《金家好媳婦》       | 張海倫     |
| 2019年 | 華視             | 《最佳利益》         | 關秀玉     |
| 2021年 | Netflix          | 《華燈初上》         | 亞希子     |
| 2022年 | 華視、公視台語台 | 《婚姻結業式》       | 張麗君     |
| 2023年 | 台視             | 《美麗人生》         | 洪美雲     |
| 2024年 | 三立台灣台       | 《戲說台灣－金雞公》 | 羅美芳     |

## 外部連結
- 張東晴的Facebook專頁
- 齊石傳播-張東晴 （页面存档备份，存于）